# Шёнштейн, Карл фон
Барон Карл фон Шёнштейн (нем. Carl von Schönstein; 27 июня 1796, Буда Австрийская империя — 19 июля 1876, Бад-Аусзе, Штирия) — австрийский певец (Тенор-баритон).

## Биография
Сын советника императорского двора. Служил чиновником в судебной палате в Вене.
Певец-любитель. Его наставником был певец Иоганн Михаэль Фогль.
Был другом композитора Франца Шуберта и одним из лучших исполнителей его песен. Его аккомпаниатором выступал ещё один друг композитора Иоганн Батист Енгер.
В 1823 году Франц Шуберт посвятил Карлу фон Шёнштейну цикл песен «Die schöne Müllerin» — «Прекрасная мельничиха» или «Любовь мельника», первое своё вершинное произведение.
Современники говорили, что Карл фон Шёнштейн «возможно, был лучшим исполнителем песен Шуберта».